# 사순절
사순절(四旬節, 영어: Lent)은 부활절을 앞두고 약 40일간 몸과 마음을 정결하고 경건하게 하며 지내는 기독교의 절기를 말한다. 즉 부활절을 경건히 준비하는 절기로서 그리스도의 수난을 생각하며 매일 성경을 읽고 참회, 금식, 단식 등을 병행하기도 한다. 325년 제1차 니케아 공의회에서 부활절 일자를 확정하며 확인한 절기이지만 구체적인 기간이나 금식 등의 구체적인 행위 규정은 각 종파마다 다르거나 시대별로 달랐다.
중세 유럽에는 사계 재일(四季齋日) 등과 더불어 금육일(禁肉日)로 지정되어 생선 외의 고기를 먹지 못하는 날이 있었던 시절도 있었다. 현대 들어 금육(禁肉), 금식, 단식 등의 규정은 완화되어 구제와 경건 훈련 등으로 대체하고 있다.
사순절 등 금육 관습으로 인해 유럽에는 생선을 기피하는 식문화가 형성되기도 했다. 어쩔수 없이 먹었던 기억이 누적되었기 때문이다. 그러나 청어 염장기술이 발달했던 네덜란드는 청어 수출로 큰 부를 창출하기도 했다. 사순절이 시작되기 전에는 사육제(謝肉祭)인 카니발 행사가 개최되기도 한다.

## 개요
사순절의 이름은 그리스어로 40을 의미하는 '테사라코스티'(그리스어: Τεσσαρακοστή)의 번역 단어이다. 영어로 사순절을 의미하는 Lent(렌트)는 '봄'이라는 뜻을 가진 Lencten(렝텐)이라는 말에서 나왔다. 이미 보편교회 시기에도 거행되었던 절기로, 재를 머리에 얹거나 이마에 바르며 죄를 통찰하는 재의 수요일로 시작되며, 파스카성삼일 전 40일(사순,四旬) 기간 동안 지킨다.
기독교에서 동방전통과 서방전통의 사순절의 차이가 있다. 동방 교회 전통 지역에서는 매주간 5일만을 기간으로 여기고, 주일을 40일 날짜에 포함하지 않는다. 부활절 이전 8주간이 사순절이 된다. 서방 교회 전통인 천주교에서는 재의 수요일부터 성삼일 직전까지, 그리고 개신교에서는 주일을 제외하고 토요일을 포함한 40일을 사순절로 지킨다. 즉 천주교는 전례개혁 후 원래 사순절 의미를 복구시켰다.
개신교는 재의 수요일부터 성토요일까지, 주일을 제외시키고 날수를 세면 40일이 된다. 이날에는 금식 등의 자기 절제와 회개를 한다. 부활절 이전에 예수의 십자가상 수난과 죽음을 기억하는 절기이며, 예수 그리스도가 성 요한 세례자에게 세례를 받은 후 40일 동안 광야에서 시험 받았던 사건을 떠올리기도 한다. 부활절 바로 전 주간을 고난주간이라고도 한다.
사순절 기간이나 금식 등의 구체적인 행위 규정은 각 종파마다 다르거나 시대별로 다르기는 했으나, 프랑스에서는 루이 14세 시대까지 사순절을 극히 엄격하게 지켰으며 규정을 어긴자는 사형에 처하기도 했다.
사순절에도 생선은 허용되었는데, 생선은 기독교인들에게 특별한 의미를 지녔기 때문이다. 그리스어로 생선을 뜻하는 '익투스(Ichthus)'는 '예수 그리스도, 하느님의 아들, 구원자' 각각의 첫 글자를 따 조합한 말과 같아 두 개의 겹쳐진 물고기 모양은 초기 기독교인들 사이에서 암호로 쓰인 기독교의 상징이었다. 또한 기독교적 관습에 따라 ‘육류’가 탐욕을 자극하는 ‘뜨거운 고기’로 규정되면서 엄격히 금기시 한 데에 있다.
금욕주의를 바탕으로 탐욕을 상징하는 ‘뜨거운 피’의 육식을 자연스레 터부시 했던 것이다. 하지만 물고기는 육류와 달리 차가운 성질을 지니고 있었으므로 금지의 대상이 아니었다. 이 밖에도 성경 마태복음 14장에 오병이어(五餠二魚) 기적 등 물고기에 대해 긍정적인 이야기가 많이 있고, 수제자로 여겨지는 베드로를 비롯한 예수의 제자들 중 어부 출신들도 있었기 때문이기도 하다.
한국 교회로는 개신교인 대한성공회, 루터교, 감리교, 대한예수교장로회(통합), 한국기독교장로회 그리고 한국 정교회 등과 천주교에서 지키고 있다. 다만 개신교의  보수 장로교 교단인 대한예수교장로회(고신) 및 대한예수교장로회(합신), 그리고 대한예수교장로회(합동)의 경우 사순 시기 대신 주님 부활 대축일 전 한 주간을 고난주간으로 지키고 있다.
전통적으로 사순절의 의식 색깔은 자색이며，다만 주님 수난 성지주일과 주님 수난 성금요일에는 붉은색을, 주님 만찬 성목요일에는 백색을 사용한다.

## 문화
중세 수도원에는 금육재(禁肉齋)를 지키기 위해 민물고기를 키우는 양어장이 있었다. 사순절 기간에도 생선은 허용되었기 때문에 내륙지역의 수요를 감당하기 위해서였다. 양어장에서는 주로 잉어와 숭어를 많이 키워 공급했고, 바다 생선으로는 청어와 대구 등을 많이 먹었다. 청어 염장 기술이 발달했던 네덜란드는 15세기부터 청어 수출로 큰 부를 이루어 경제대국이 되기도 했다.
사순절의 영향으로 유럽에는 생선과 해산물을 기피하는 식문화가 형성되어 있으며, 현재에도 해산물을 싫어하는 유럽인들이 많다. 사순절과 사계제일(四季祭日) 등의 금육일(禁肉日)은 년중 116일에 달하였으며 이날에는 어쩔 수 없이 야채류와 함께 생선 만을 먹을 수 밖에 없었기 때문이다. 냉장 기술이 발달하지 않았던 시절이라 염장, 훈제, 건조 방식으로 저장했던 생선은 맛이 떨어졌다. 미식의 나라인 프랑스에서 조차 '생선은 소스 맛으로 먹는다'는 격언이 있을 정도다.
특이하게도 포르투갈 만은 중세시절부터 생선튀김을 많이 먹었는데, 이런 튀김문화가 발달한 것은 어족자원이 풍부한 대서양을 접하고 있는데다가 올리브 오일이 풍부했으며 대항해시대를 개척하였던 역사 때문이다. 또한 어쩔수 없다면 즐기라는 격언에 따라 적극적으로 생선을 맛있게 먹기 위해 노력한 탓으로 보여진다. 특히, 포르투갈의 튀김요리 문화는 타국에 전래되어 영국의 피시앤칩스, 벨기에의 감자튀김(프렌치 프라이), 일본의 덴푸라(てんぷら), 미국에서 프라이드치킨의 탄생에 영향을 주었다.
영어에도 생선에 대한 부정적 표현이 많다. '생선도 손님도 3일이면 악취를 풍긴다'(fish and company stink after three days)는 속담이 있고, Fishy(피쉬)는 '수상쩍은, 의심스러운' 의미로 사용되고, 'Fish story'는 '허풍, 의심스러운 이야기'라는 의미로 사용된다.
프랑스에서는 '정말 때맞추어 잘 왔다'는 뜻으로 '사순절의 생선처럼 찾아온다(arriver comme mars en carême)' 라는 표현을 쓴다. 또한 프랑스어로 만우절을 "poisson d'avril"(푸아송 다브릴)이라고 하는데, 의미는 '4월의 물고기'이다. 일설에는 여기서 말하는 물고기란 고등어를 지칭하는 것으로, 4월에 잘 잡히는 바보같은 물고기라서 이런 이름이 생겨났다고도 하고, 생선과 관련시켜 사람을 놀리던 이야기로 부터 유래되었다고도 한다.
과거 유럽 가톨릭 국가에서는 사순절이 시작하기 전에 3~7일간 카니발(사육제 謝肉祭)을 개최하였다. 이런 전통이 아직도 남아 있어 가톨릭 인구가 많은 지역이나 국가에서는 현재에도 축제가 개최되는 곳도 있다. 금욕적인 사순절에 앞서서 각종 축제형 행사를 개최하는 것으로, 원래는 과거 유럽의 이방인들에게 기독교를 전할 목적으로 이방인들의 풍습을 허용하면서 비롯되었다. 단순하게 보면 고기를 먹지 못하는 사순절이 시작되기 전에 고기를 마음껏 먹고 즐기자는 행사라 할 수도 있다. 현재 가장 유명한 카니발 중에 하나는 브라질의 리우카니발이다.

## 같이 보기
- 부활절
- 사육제
- 성주간
- 파스카 성삼일